# Kloster Chor Wirap

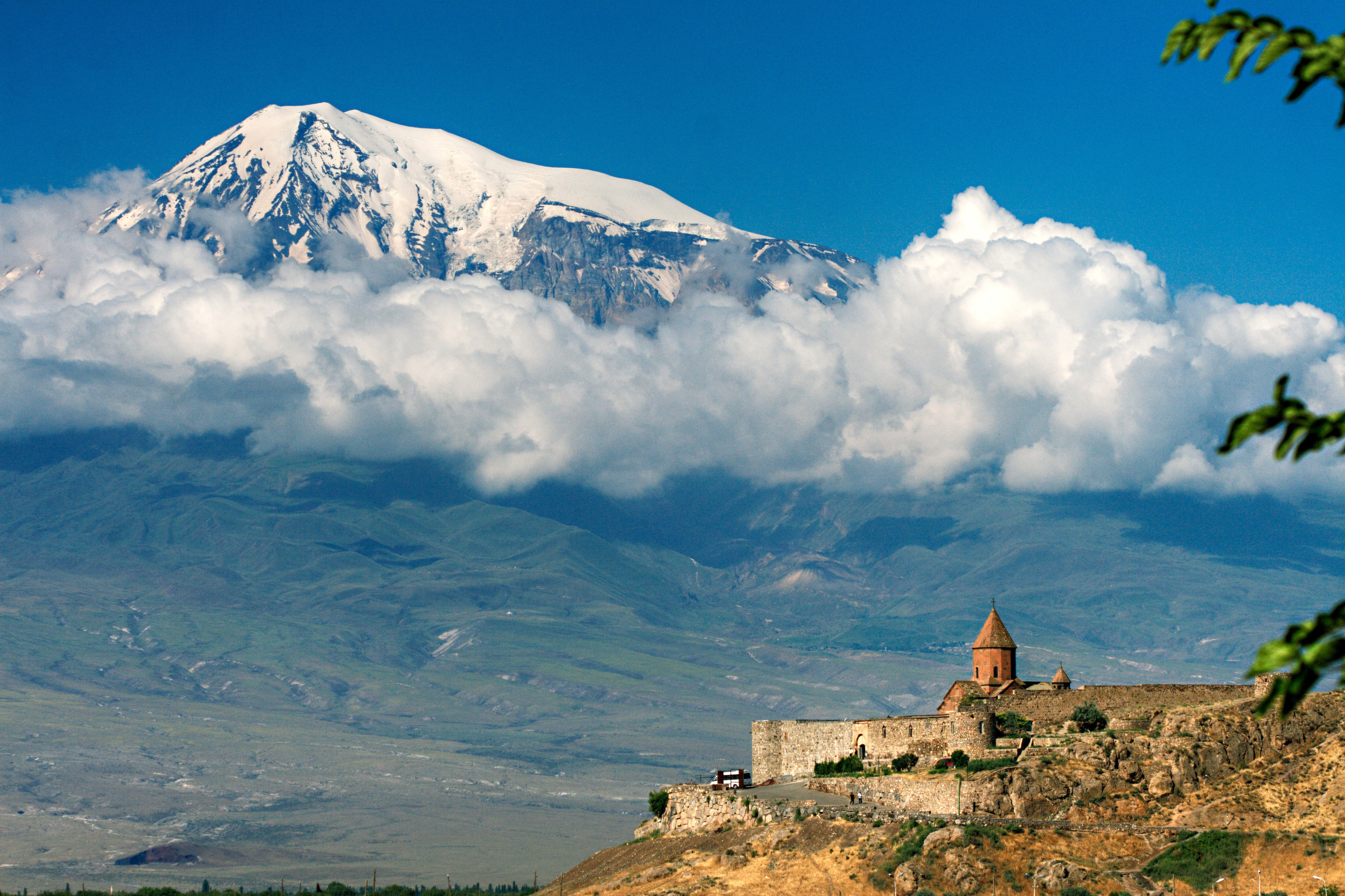
Das Kloster mit dem Ararat im Hintergrund

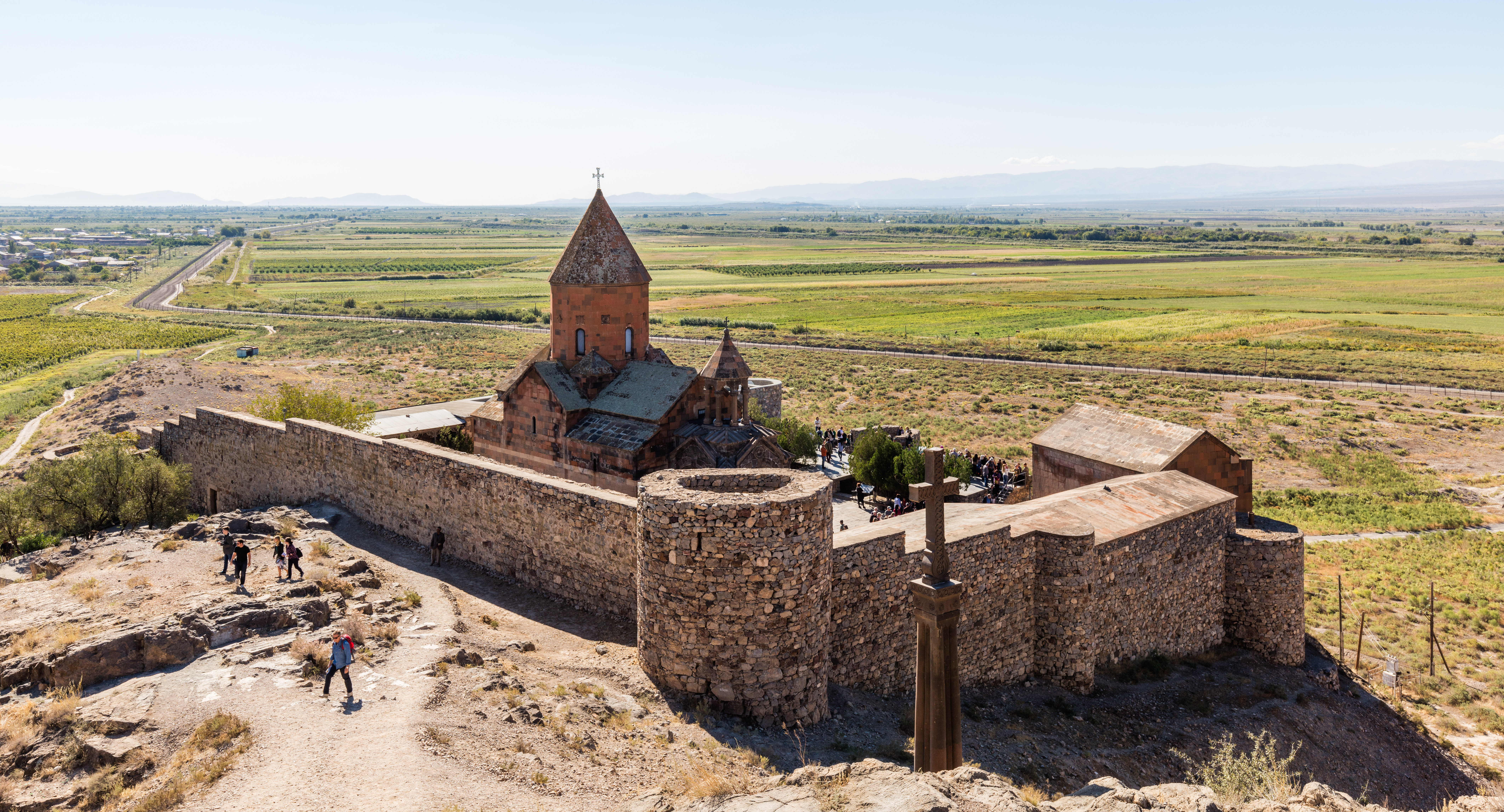
Klosteranlage. In der Ebene ist im Hintergrund die Grenzanlage zur Türkei zu sehen.

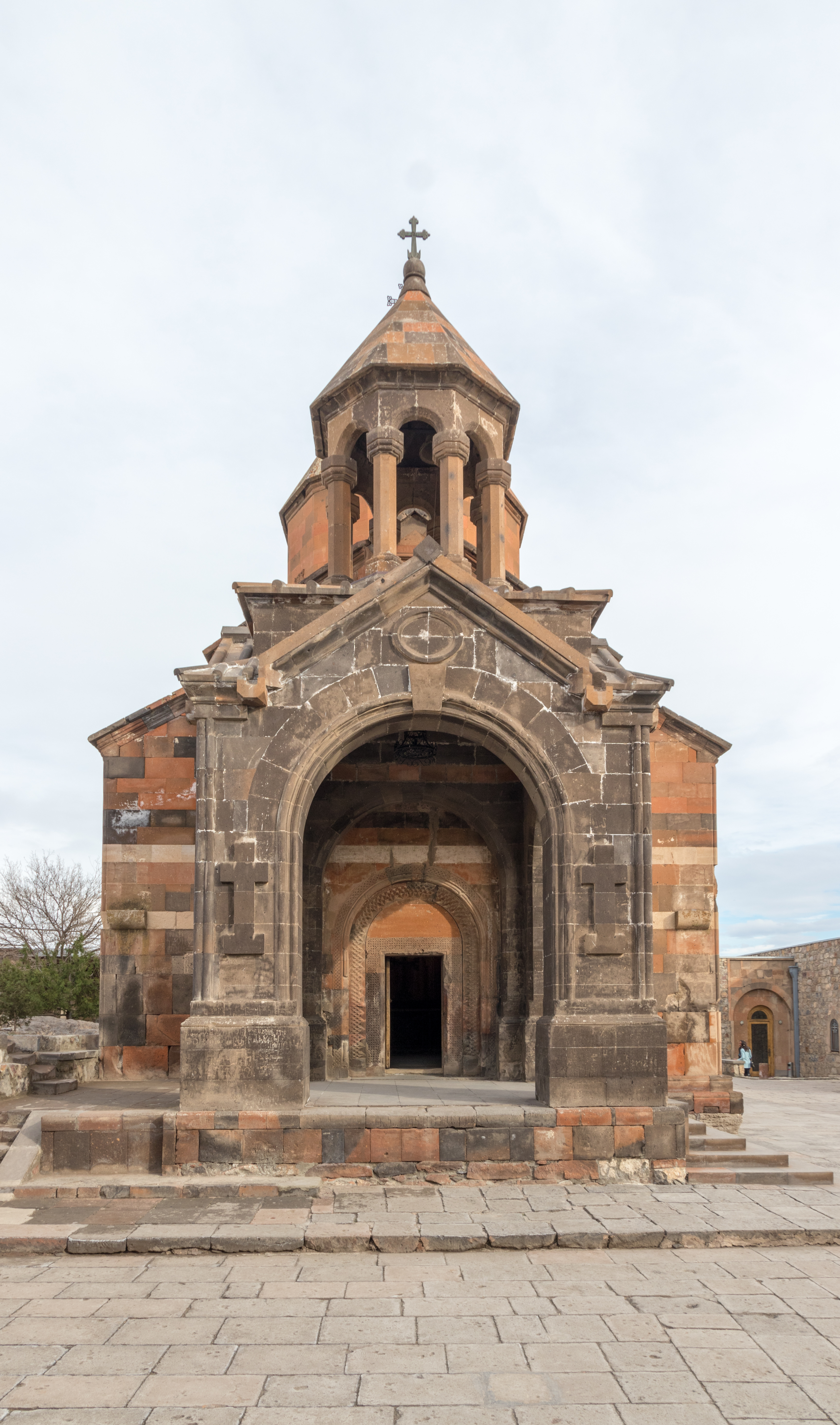
Die Muttergottes-Kirche.

Chor Wirap (armenisch Խոր Վիրապ, „tiefes Verlies“) ist ein armenisches Kloster, das zwischen den Städten Artaschat und Ararat in der Provinz Ararat etwa 40 km südlich von Jerewan in Sichtweite zur Grenze zur Türkei unterhalb des Berges Ararat liegt.

## Geographie
Chor Virap befindet sich südlich von Jerewan, der Hauptstadt Armeniens, und ist in 45 Minuten mit dem Auto erreichbar. Das Kloster ist etwa 1 km vom Fluss Aras entfernt, welcher Armenien von der Türkei trennt.

## Geschichte
Der Legende zufolge sperrte König Trdat III. im Jahre 288 n. Chr. auf der kleinen Anhöhe inmitten der Ebene des Araxtals Gregor den Erleuchter in eine Höhle ein und hielt ihn dort 13 Jahre lang gefangen, um ihn vom christlichen Glauben abzubringen. Da die Folter Gregor nicht beugen konnte, und dieser den König von einer als unheilbar angesehenen, entstellenden Hautkrankheit heilte, ließ sich Trdat III. mit seiner Familie und dem Hof im Jahre 301 taufen und verfügte, dass die Armenier – als erstes Volk in der Geschichte – das Christentum als Staatsreligion annahmen. Der Hügel von Chor Wirap ist auch die Stelle, an der 180 v. Chr. die alte armenische Hauptstadt Artaxata durch Artaxias I., den Begründer der Dynastie der Artaxiden, errichtet wurde. Heute steht auf der Anhöhe ein kleines Kloster aus dem 17. Jahrhundert, das aus der Muttergottes-Kirche (Surb Astvatsatsin) von 1661 und der mehrfach wieder aufgebauten, ursprünglich vom Katholikos Narses III. dem Erbauer 642 gestifteten St.-Georg-Kapelle (Surb Gevork) besteht. Die erste Kapelle hatte eine Bauform ähnlich der von einem Erdbeben zerstörten Kathedrale von Swartnoz. In ihr befinden sich zwei Löcher im Boden, durch die man in die Höhlenzelle, in der Gregor gefangen gehalten worden sein soll, sowie in eine ähnliche unterirdische Zelle hinabsteigen kann. Über eine gewisse Zeit befand sich in Chor Wirap ein theologisches Seminar und die Residenz des Katholikos.

## Bedeutung für die Armenier
Aufgrund dieser legendenhaften Ereignisse hat das Kloster für die Armenier eine besondere Bedeutung. Die Ereignisse zu Beginn des 20. Jahrhunderts verstärkten dies noch, als die endgültige Grenze zwischen der Türkei und der Sowjetunion (der Armenischen SSR) unweit des Klosters gezogen wurden. Somit wurde Chor Wirap zur heute dem Ararat, dem Nationalsymbol der Armenier, nächstgelegenen Stelle auf armenischem Gebiet, nachdem der Berg der Türkei zugeschlagen wurde. Wenn die Wetterbedingungen es zulassen, bietet sich vom Kloster aus einer der schönsten Ausblicke auf den 31 km entfernten Berg.
Am 26. Juni 2016 besuchte Papst Franziskus auf seiner Armenienreise das Kloster.

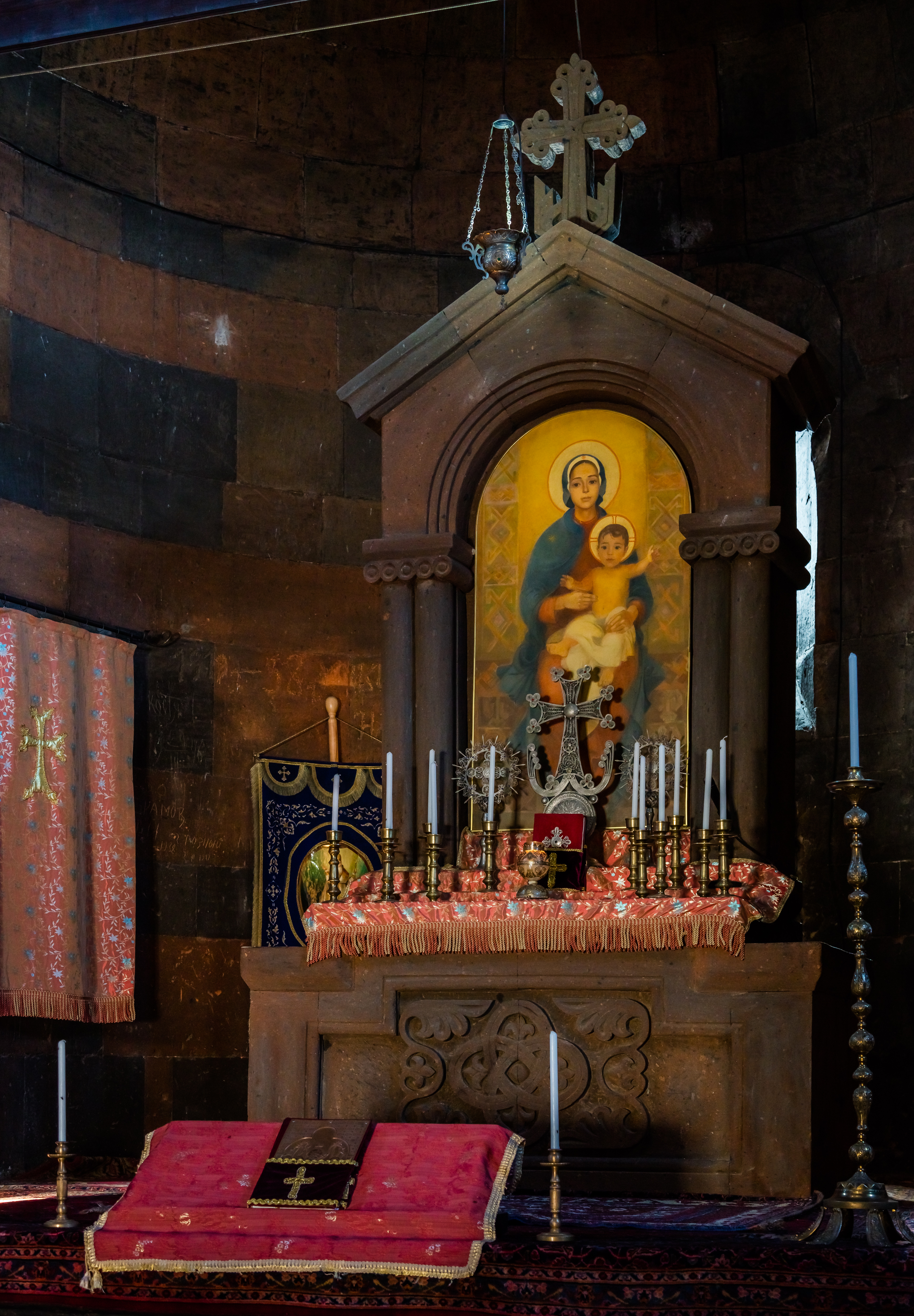
Altar der Muttergotteskirche
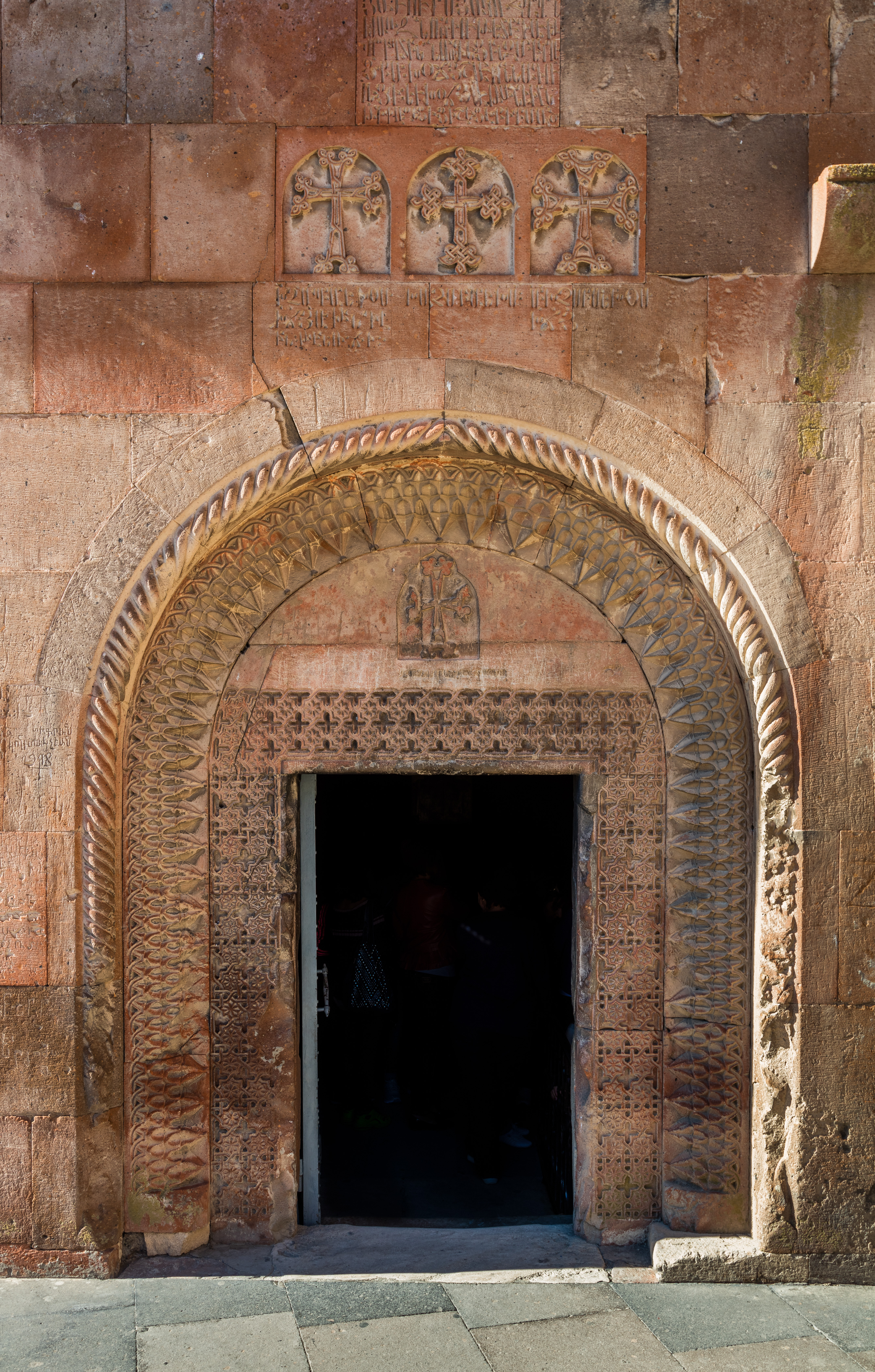
Eingang zur St.-Georg-Kapelle
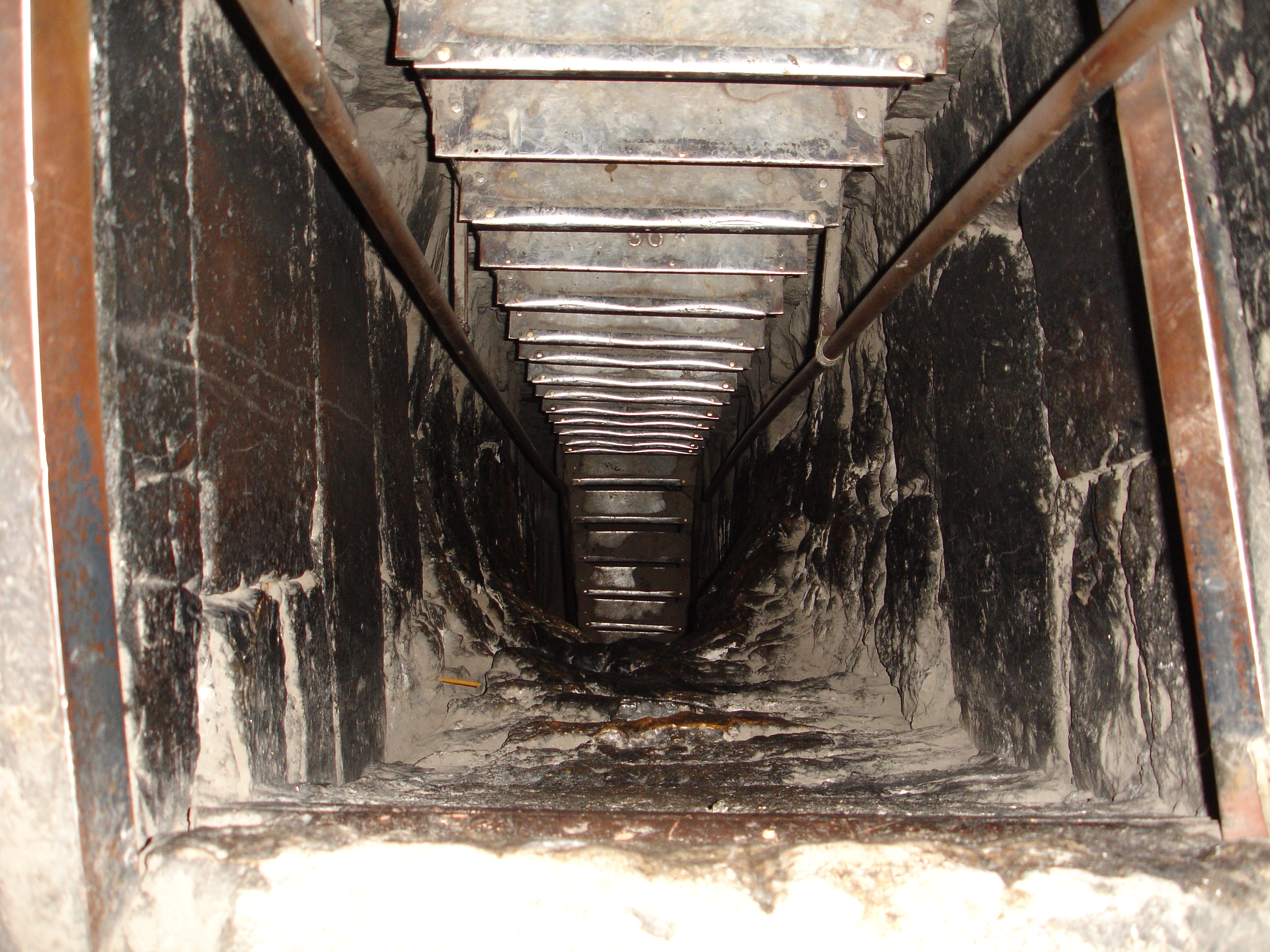
Abstieg zum Verlies Gregor des Erleuchters
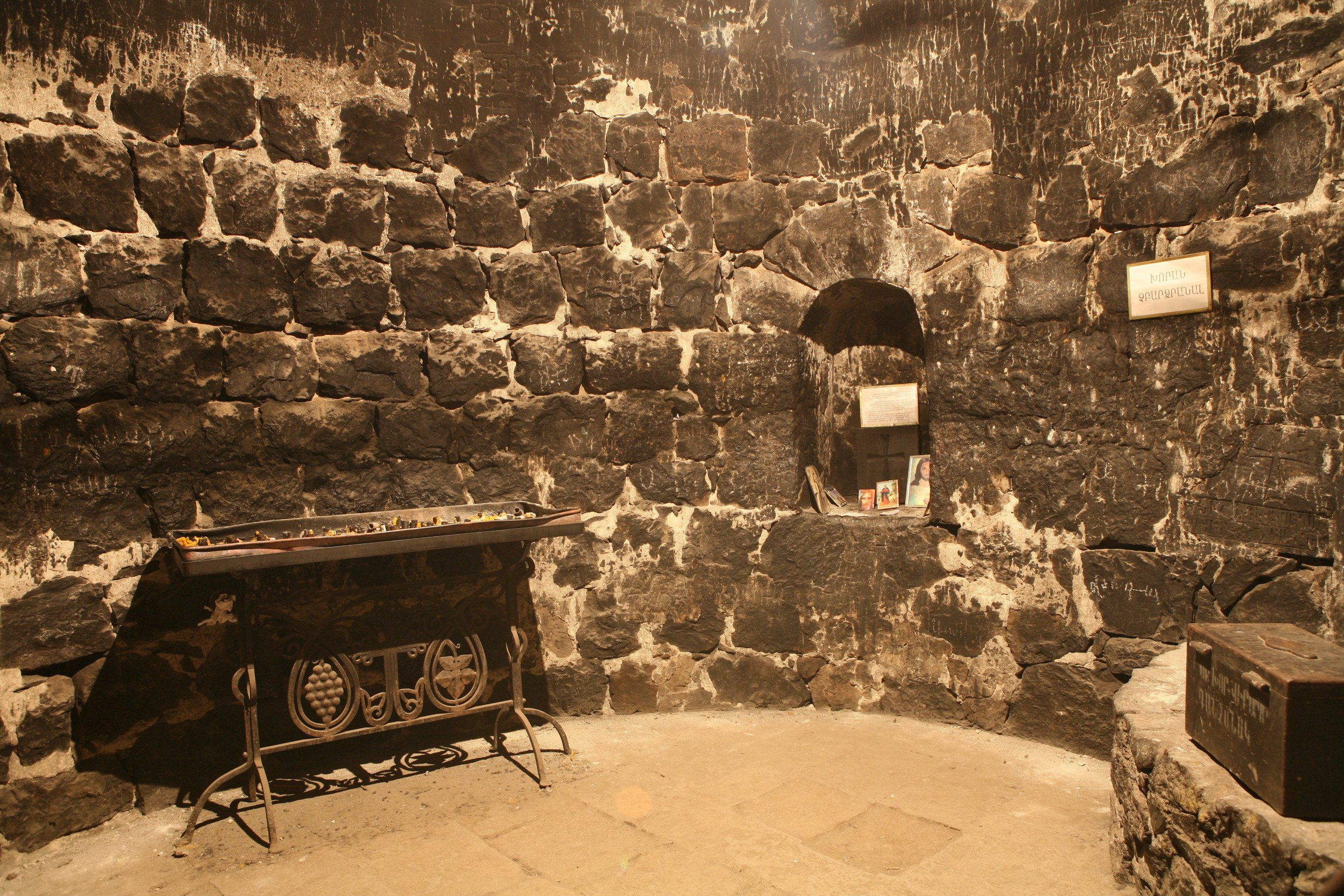
Höhlenzelle Gregor des Erleuchters